# Progressive metal
Progressive metal (đôi khi rút ngắn tên thành prog metal) là một thể loại nhạc kết hợp giữa heavy metal và progressive rock, tức kết hợp thứ âm thanh ồn "kích động" và âm thanh do tiếng guitar điện bằng âm ly làm chủ của metal với những sáng tác giàu tính thể nghiệm hơn, giàu trí tuệ hơn hoặc "giả-cổ-điển" của nhạc progressive.
Một trong những ví dụ thể nghiệm như vậy được mang vào nhạc metal hiện đại là djent. Âm nhạc thường thể hiện trình độ kĩ thuật cực cao của những nhạc công biểu diễn và thường sử dụng các hòa âm độc đáo cũng như phần nhịp điệu phức tạp, đi kèm với thay đổi nhịp phách và cường độ đảo phách lớn.
Mặc dù thể loại nổi lên từ cuối thập niên 1980, phải đến thập niên 1990 thì progressive metal mới gặt hái thành công lớn. Queensrÿche, Dream Theater, Tool, Symphony X, Shadow Gallery, King's X và Fates Warning là một vài ví dụ về các ban nhạc progressive metal gặt hái thành công về mặt thương mại. Ngay sau khi danh tiếng của dòng nhạc phát triển, các ban nhạc thrash và death metal bắt đầu kết hợp các yếu tố của nhạc progressive vào tác phẩm của họ.

## Lịch sử hình thành
Progressive metal (dưới dạng một phong cách âm nhạc độc lập) chủ yếu được phát triển bởi các thành viên của trào lưu nhạc heavy metal Mỹ ở giữa thập niên 1980, đặc biệt là Queensrÿche, Fates Warning và sau đó là Dream Theater. Kể từ đó dòng nhạc đã phát triển theo hướng phi tuyến tính, với vô số nhóm thể hiện những phát kiến mang bản sắc riêng.
Nguồn gốc của dòng nhạc có khởi đầu từ thời rất sơ khai của heavy metal/hard rock và progressive rock khi một vài ban nhạc bắt đầu hợp nhất hai lối tiếp cận khác nhau. Nhóm tiên phong ở thập niên 1960, King Crimson duy trì đổi mới âm nhạc, vừa giữ kết hợp một cách tiếp cận thô ráp hơn, sử dụng các tông nhạc nghịch tai và thể nghiệm, song vẫn duy trì sử dụng các hợp âm 5 của hard rock, với ví dụ chính là 21st Century Schizoid Man. Nhóm tam tấu người Canada Rush được nhiều người ghi nhận đã thu hẹp khoảnh cách giữa hard rock, progressive rock của Anh và heavy metal thuần túy. Lúc đầu chịu ảnh hưởng bởi Led Zeppelin, nhóm phát triển khả năng kết hợp kỹ thuật progressive rock đã định hình với các hợp âm 5 dựa trên blues. Những đĩa nhạc như 2112 (1976) vừa thể hiện trình độ kỹ thuật thượng thừa và kỹ năng sáng tác phức tạp, vừa giữ được cách tiếp cận trực tiếp và nặng đô hơn so với nhạc progressive rock định hình của người Anh.
1984 là năm đem tới các album dài đầu tay tới từ các ban nhạc Mỹ là Queensrÿche từ bang Washington, và Fates Warning từ Connecticut. Cả hai nhóm mở rộng nhạc của mình để mang tới các yếu tố giàu chất progressive hơn (The Warning 1984, The Spectre Within 1985) – một vài đĩa thông qua thử nghiệm âm thanh và sáng tác tinh tế, số khác thì thông qua những cấu trúc phức tạp và những khúc riff phi điển hình – trong đó có hai tác phẩm quan trọng vào năm 1986: Rage for Order và Awaken the Guardian. Trong những năm sau đó, hai ban nhạc đi theo những con đường khác nhau – Queensrÿche cơ bản và đơn giản hơn, Fates Warning bản lề và phức tạp hơn - khám phá và mở rộng cái đẹp của kỹ thuật và âm thanh tinh tế trong nhạc của họ, tiếp tục đặt nền móng cho thể loại với những tác phẩm quan trọng như Operation: Mindcrime (1988) của Queensrÿche, và Perfect Symmetry (1989) của Fates Warning.
Progressive metal còn tìm được chỗ đứng trong phong trào speed metal đang phát triển của Hoa Kỳ, ảnh hưởng đến các ban nhạc heavy metal nổi tiếng như Megadeth, với album gây tiếng vang Rust in Peace (1990), cùng với Metallica và album nổi tiếng của họ ...And Justice for All (1988). Trong số các ban nhạc thrash metal tiên phong khác, một trong những ban nhạc quan trọng nhất là Voivod của Canada, với phong cách thể nghiệm và phức tạp, đầy những đầy những khuông nhạc psychedelic nghịch tai (Dimension Hatröss, 1988; Nothingface, 1989). Nhóm tiên phong "math-metal" Watchtower đến từ Texas, đã đưa khái niệm thay đổi thời gian lên một tầm cao mới, kết hợp thrash metal, đảo phách và nhạc prog trong album Energetic Disassembly (1985) và Control and Resistance (1989) ), tạo ra một cách tiếp cận cực kỳ kỹ thuật dựa trên giải cấu trúc nhịp điệu điển hình trong dòng jazz fusion. Hướng đi tương tự này trong prog metal sau đó được hợp thể vào death metal bởi các ban nhạc như Atheist (Unquestionable Presence, 1991), về sau trường phái được biết đến với tên gọi technic death metal hoặc progressive death metal. Các ban nhạc cũng khám phá prog metal pha trộn vào nhạc của họ, đáng chú ý nhất là Death và Cynic.
Những ban nhạc lớn của Mỹ góp phần định hình và phát triển thể loại này là Psychotic Waltz và Dream Theater. Psychotic Waltz, với cách tiếp cận nửa chừng giữa Watchtower và Fates Warning, đã cho ra đĩa A Social Grace (1990), kết hợp âm thanh đặc trưng của họ với đĩa psychedelic Into the Everflow (1992), còn Dream Theater vừa khám phá di sản của các ban nhạc đi trước họ, vừa nâng cao phong cách cá nhân với When Dream and Day Unite (1989). Cả hai album đều chú trọng vào đàn keyboard và kỹ năng chơi nhạc cụ của các thành viên. Đối với Dream Theater, những nỗ lực của họ đã cho ra đời hai album cốt lõi, giúp thành hình progressive metal kinh điển — Images and Words (1992) và Awake (1994).
Bên cạnh đó ở châu Âu, trong số những nhóm tiên phong có Sieges Even của Đức; họ khởi đầu bằng dòng technical thrash có phong cách đặc trưng giống Watchtower, song đã khám phá khía cạnh kĩ thuật và gai góc hơn của progressive metal với The Art of Navigating by the Stars (2005).
Ban nhạc Puya của Puerto Rico nổi lên vào cuối những năm 90 với sự kết hợp đầy sáng tạo của nhạc jazz, salsa và progressive metal, bằng chứng là album năm 1999 của họ Fundamental.

## Phân loại phong cách
Một trong những đặc tính âm nhạc tiêu biểu của progressive metal là chủ nghĩa chiết trung. Ở giữa các đoạn riff, điệp khúc và solo điển hình của các bài hát rock và metal, các ban nhạc prog metal thường đưa vào những đoạn nhạc lấy cảm hứng từ nhạc jazz, cổ điển và Trung Đông, bên cạnh những yếu tố khác. Progressive metal khó mà định nghĩa cụ thể, vì hầu hết các ban nhạc được xếp theo thể loại này đều có những ảnh hưởng âm nhạc khác nhau đáng kể khi so sánh họ với nhau.

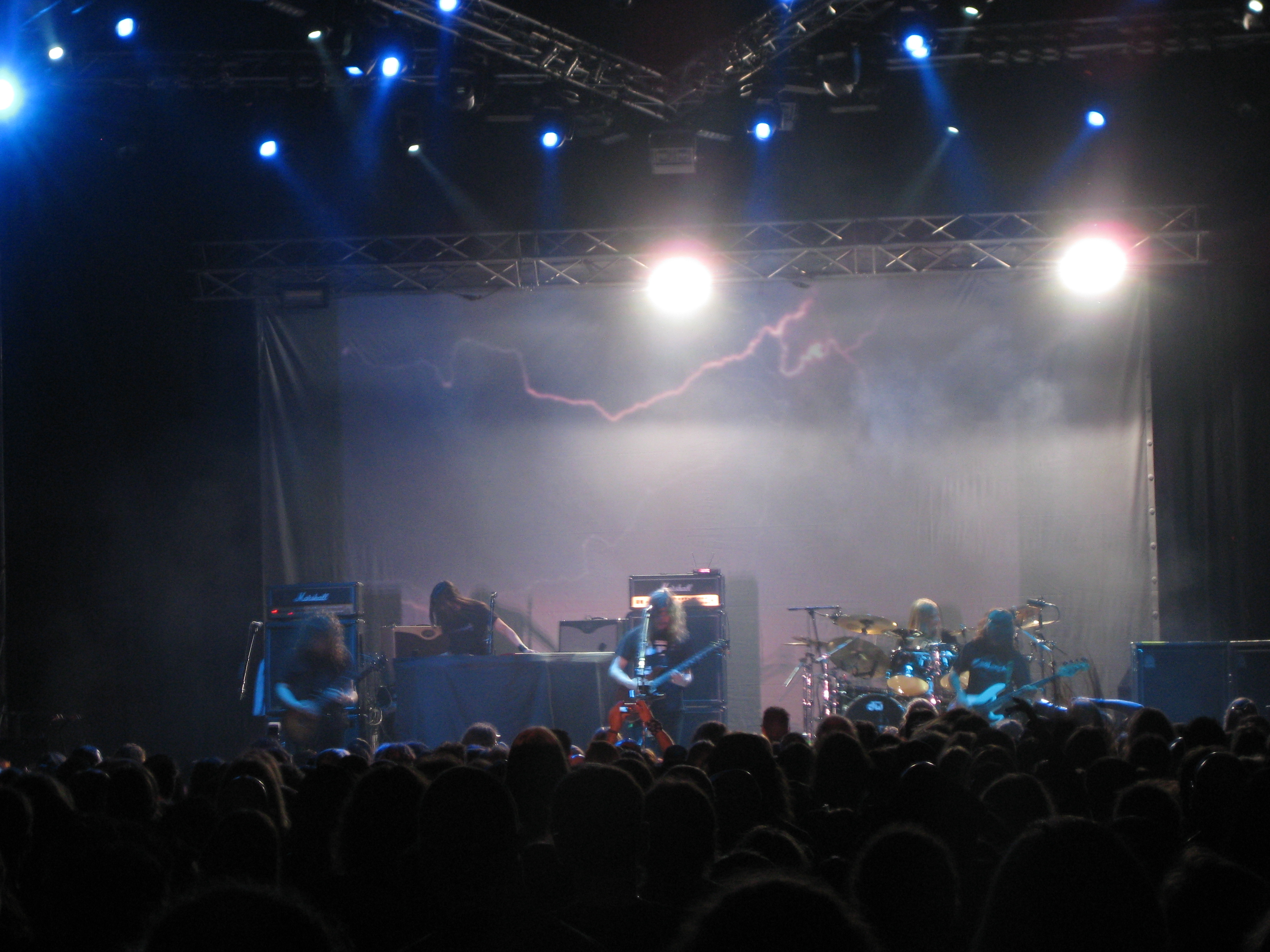
Opeth diễn trực tiếp vào ngày 30 tháng 5 năm 2009

Tương tự, các ban nhạc như Dream Theater, Planet X, Puya, Liquid Tension Experiment, The Faceless, Between the Buried and Me và Animals as Leaders chịu ảnh hưởng của nhạc jazz, với các khúc solo mở rộng thường có "những khúc solo thương hiệu". Cynic, Atheist, Opeth, Between the Buried and Me và Meshuggah đều pha trộn giữa dòng jazz fusion với death metal, nhưng theo những hướng khác nhau đáng kể. Devin Townsend lấy nhiều ảnh hưởng của nhạc ambient hơn trong bầu không khí âm nhạc của anh ấy. Progressive metal cũng thường được liên kết với power metal; Fates Warning và Conception, hai ban nhạc lúc đầu theo trường phái power metal, sau này kết hợp các yếu tố progressive làm lu mờ gốc gác power metal của họ. Các lễ hội âm nhạc ProgPower giới thiệu dòng kết hợp power-progressive metal. Gần đây, với sự thịnh hành của shred guitar, thể loại "technical metal" ngày càng trở nên thịnh hành và phổ biến. Điều này đã làm cho các ban nhạc progressive metal truyền thống hơn như Dream Theater và Symphony X nổi tiếng trở lại; ngoài ra cũng là nguyên nhân làm các ban nhạc progressive không nhất thiết phải chơi theo phong cách truyền thống của dòng, chẳng hạn như ban nhạc thrash/ power metal Nevermore và nhóm technical death metal tiên phong Obscura. Những ban nhạc này thường được xếp là progressive vì họ chơi nhạc phức tạp và kỹ thuật, không thuộc bất kỳ thể loại nào khác.
Một ban nhạc của Tây Ban Nha Proyecto Eskhata đã được báo chí quốc nội chú ý vì sự kết hợp giữa progressive rock và rap metal, mà các nhà báo đã mô tả là "progressive rap metal".
Progressive doom là một thể loại pha trộn kết hợp các yếu tố của progressive metal và doom metal. Các ban nhạc chơi theo dòng này bao gồm King Goat, Under the Sun, Sierra, và Oceans of Slumber.

## Đọc tham khảo
- The Absolute Guide To Progressive Metal by Rocking.gr.
- Wagner, Jeff (2010). Mean Deviation: Four Decades of Progressive Heavy Metal. Bazillion Points. ISBN 978-0-9796163-3-4.